# Vitali Kravtsov
Vitali Iourievitch Kravtsov  - en russe : Виталий Юрьевич Кравцов - (né le 23 décembre 1999 à Vladivostok en Russie) est un joueur professionnel russe de hockey sur glace. Il évolue à la position d'ailier droit.

## Biographie
Kravtsov dispute ses 3 premiers matchs dans la KHL avec le Traktor Tcheliabinsk en 2016-2017. Durant les séries de la KHL 2018, il égale le record de la ligue pour le plus de points inscrits en éliminatoires par un joueur de moins de 18 ans. Le 21 mars, il établit un nouveau record avec une récolte de 11 points en 16 matchs éliminatoires. 
Éligible au repêchage d'entrée dans la LNH 2018, il est repêché au 9e rang au total par les Rangers de New York. Le 3 mai 2018, il signe un contrat d'entrée avec les Rangers.
Le 3 avril 2021, il joue son premier match dans la Ligue nationale de hockey avec les Rangers face aux Sabres de Buffalo. Le 11 avril 2021, il enregistre son premier point, une assistance face aux Islanders de New York. Il marque son premier but le 18 avril 2021 face aux Devils du New Jersey.
Le 25 février 2023, Kravtsov est échangé aux Canucks de Vancouver contre l'attaquant William Lockwood et un choix de 7e ronde en 2026. 

### Carrière internationale
Il représente la Russie au niveau international. Il prend part aux sélections jeunes.

## Statistiques

### En club
| Saison     | Équipe                | Ligue      |    | Saison régulière | Saison régulière | Saison régulière | Saison régulière | Saison régulière |   | Séries éliminatoires | Séries éliminatoires | Séries éliminatoires | Séries éliminatoires | Séries éliminatoires |
| Saison     | Équipe                | Ligue      | PJ | B                | A                | Pts              | Pun              | PJ               | B | A                    | Pts                  | Pun                  |                      |                      |
| 2016-2017  | Traktor Tcheliabinsk  | KHL        | 3  | 0                | 0                | 0                | 0                | 6                | 1 | 0                    | 1                    | 4                    |                      |                      |
| 2016-2017  | Tchelmet Tcheliabinsk | VHL        | 6  | 2                | 2                | 4                | 0                | -                | - | -                    | -                    | -                    |                      |                      |
| 2016-2017  | Belye Medvedi         | MHL        | 41 | 13               | 23               | 36               | 18               | 5                | 2 | 4                    | 6                    | 0                    |                      |                      |
| 2017-2018  | Traktor Tcheliabinsk  | KHL        | 35 | 4                | 3                | 7                | 6                | 16               | 6 | 5                    | 11                   | 8                    |                      |                      |
| 2017-2018  | Tchelmet Tcheliabinsk | VHL        | 9  | 4                | 3                | 7                | 4                | -                | - | -                    | -                    | -                    |                      |                      |
| 2017-2018  | Belye Medvedi         | MHL        | 1  | 1                | 2                | 3                | 0                | 2                | 1 | 3                    | 4                    | 0                    |                      |                      |
| 2018-2019  | Traktor Tcheliabinsk  | KHL        | 50 | 8                | 13               | 21               | 6                | 4                | 0 | 2                    | 2                    | 0                    |                      |                      |
| 2019-2020  | Wolf Pack de Hartford | LAH        | 39 | 6                | 9                | 15               | 4                | -                | - | -                    | -                    | -                    |                      |                      |
| 2019-2020  | Traktor Tcheliabinsk  | KHL        | 11 | 2                | 1                | 3                | 2                | -                | - | -                    | -                    | -                    |                      |                      |
| 2019-2020  | Tchelmet Tcheliabinsk | VHL        | 3  | 0                | 2                | 2                | 0                | -                | - | -                    | -                    | -                    |                      |                      |
| 2020-2021  | Traktor Tcheliabinsk  | KHL        | 49 | 16               | 8                | 24               | 12               | 5                | 2 | 2                    | 4                    | 0                    |                      |                      |
| 2020-2021  | Rangers de New York   | LNH        | 20 | 2                | 2                | 4                | 4                | -                | - | -                    | -                    | -                    |                      |                      |
| 2021-2022  | Traktor Tcheliabinsk  | KHL        | 19 | 6                | 7                | 13               | 0                | 15               | 7 | 3                    | 10                   | 2                    |                      |                      |
| 2022-2023  | Rangers de New York   | LNH        | 28 | 3                | 3                | 6                | 6                | -                | - | -                    | -                    | -                    |                      |                      |
| 2022-2023  | Canucks de Vancouver  | LNH        | 16 | 1                | 1                | 2                | 4                | -                | - | -                    | -                    | -                    |                      |                      |
| 2023-2024  | Traktor Tcheliabinsk  | KHL        | 55 | 18               | 16               | 34               | 16               | 14               | 3 | 2                    | 5                    | 5                    |                      |                      |
| 2024-2025  | Traktor Tcheliabinsk  | KHL        | 66 | 27               | 31               | 58               | 4                | 19               | 6 | 1                    | 7                    | 2                    |                      |                      |
| Totaux LNH | Totaux LNH            | Totaux LNH | 64 | 6                | 6                | 12               | 14               | -                | - | -                    | -                    | -                    |                      |                      |

### En équipe nationale
| Année | Compétition                 |   | PJ | B | A | Pts | Pun | +/-                |  | Résultat |
| 2019  | Championnat du monde junior | 7 | 2  | 4 | 6 | 6   | +4  | Médaille de bronze |  |          |

## Trophées et honneurs personnels

### Ligue continentale de hockey
- 2017-2018 : remporte le trophée Alekseï Tcherepanov de la meilleure recrue